# Эдель, Оливер
Оливер Альберт Свифт Эдель (англ. Oliver Albert Swift Edel; 1906, Йонкерс, штат Нью-Йорк — 29 июня 2005 года, Траверс-Сити, штат Мичиган) — американский виолончелист и музыкальный педагог.
Начинал учиться игре на виолончели под руководством Мэй Макл, затем занимался в Американской консерватории в Фонтенбло и дополнительно под руководством Дирана Алексаняна. По возвращении в США в 1925 году начал преподавать в Манхэттенской школе музыки, одновременно выступая сольно и, преимущественно, как ансамблевый исполнитель: с 1928 г. в составе Манхэттенского квартета, затем в 1939—1947 гг. в Квартете Рота и наконец в Квартете Стэнли со времени его основания в 1949 г. и до 1961 г. В 1948—1975 гг. преподавал в Мичиганском университете, затем в Музыкальной школе Ливайн в Вашингтоне.